# Агамозубые двуходки
Агамозубые двуходки (лат. Agamodon) — род амфисбен из семейства Trogonophidae. Встречаются в Африке на полуострове Сомали и в Азии на южной части Аравийского полуострова.
Род включает следующие три вида:
- Agamodon anguiliceps Peters, 1882 — углоголовая агамозубая двуходкаtypus
- Agamodon arabicus Anderson, 1901 — арабская агамозубая двуходка
- Agamodon compressus Mocquard, 1888 — узкая агамозубая двуходка